# 阿里山黃鱔藤
阿里山黃鱔藤（学名：Berchemia arisanensis）为鼠李科黃鱔藤屬下的一个种。